# 正义街 (伯尔尼)

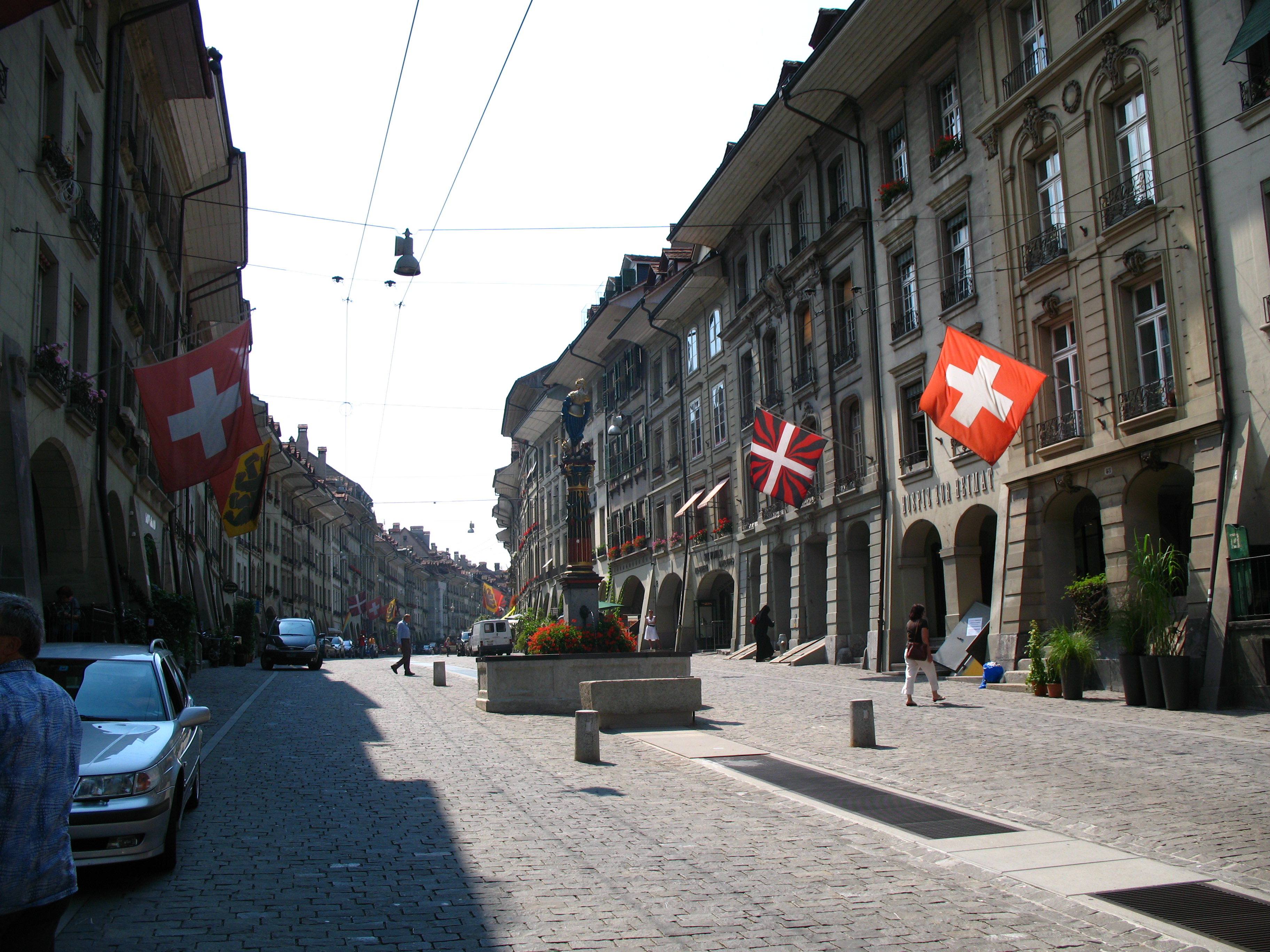

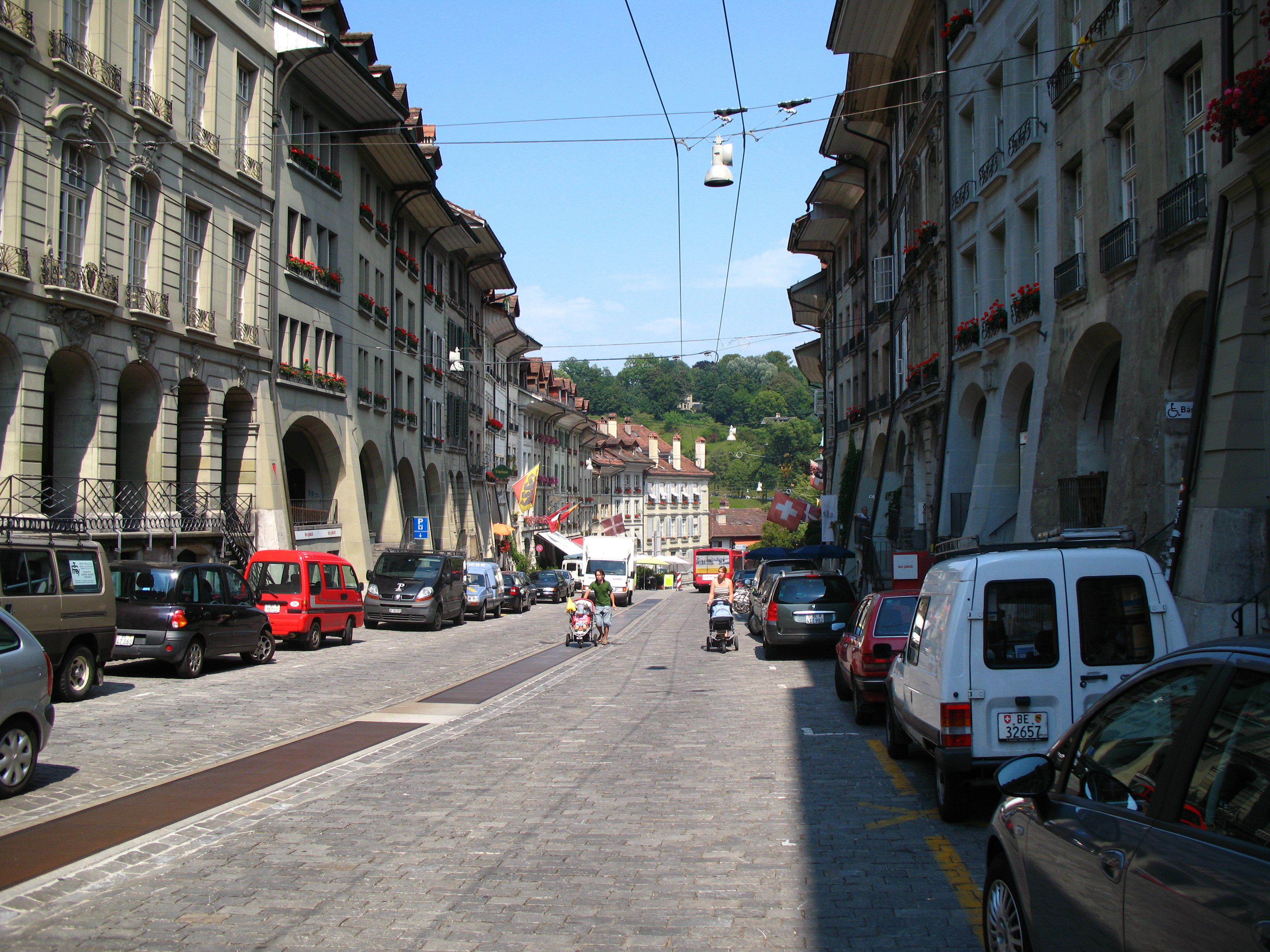

正义街（Gerechtigkeitsgasse）是瑞士伯尔尼中世纪城市中心伯尔尼老城的主要街道之一，与杂货街同为内城的心脏。 汉斯·吉根最著名的正义女神喷泉的正义女神雕像，俯视着街道的缓坡和曲线。
正义街及其建筑物列入瑞士国家和区域重要文化财产名录 它是包含旧城的联合国教科文组织世界文化遗产的一部分。

## 地形
正义街长260（850英尺）。1191年伯尔尼建城时开辟的最古老的城区宰林根城有一条东西主轴线，东半段就是正义街，而十字街（Kreuzgasse）以西为杂货街。其南、北两侧各有一条平行的街道：容克街和邮政街（Postgasse）。
正义街可以步行或骑自行车通过，未经特别许可不得驾驶汽车进入。街道两侧的拱廊保护行人免受恶劣天气影响。

## 历史
正义街是伯尔尼建城时的主要街道。其原始宽度约为26（85英尺），在建造拱廊之后减小到18（59英尺），为中世纪伯尔尼的中央市场。 因此，正义街和杂货街一起被称为“市场街”（Märitgasse），直到16世纪。在那之后，市场向西朝时钟塔转移，街名改为by der Gerechtigkeit（“正义女神附近”）。 在1798年街道正式更名为正义街。

## 建筑

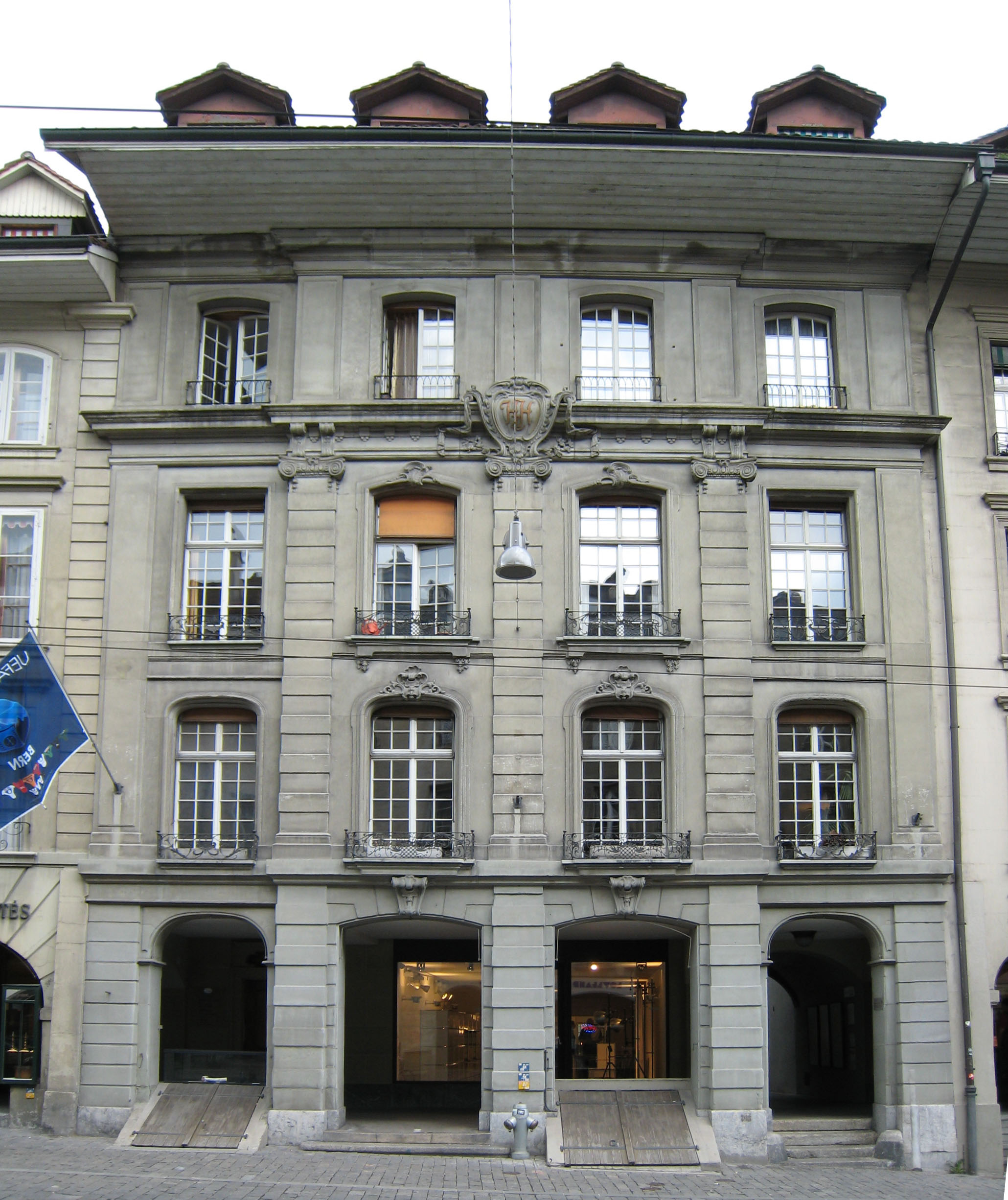
52号

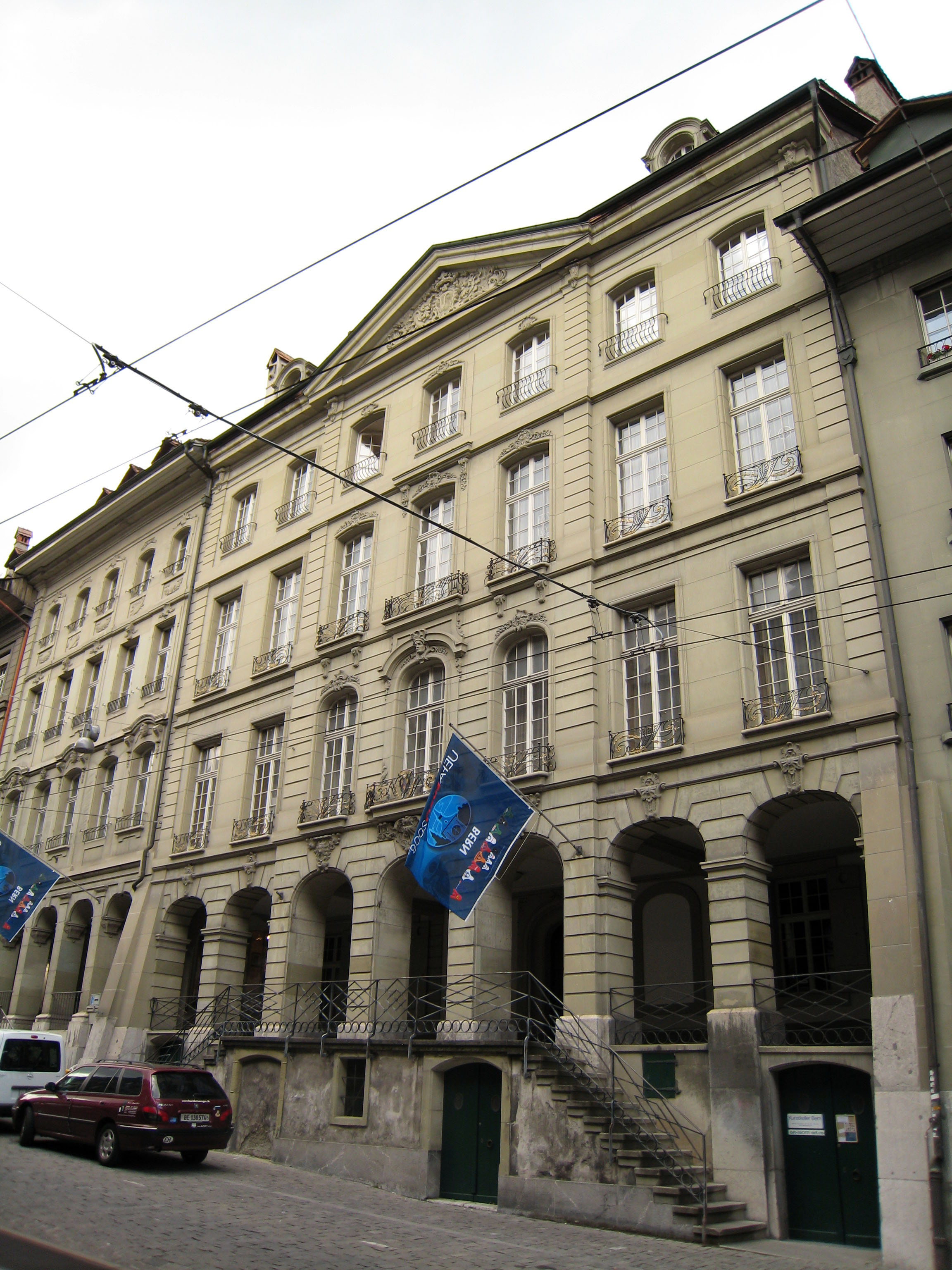
40号

正义街最古老的房子是60号，建于1531年。 大约一半的建筑拥有16世纪后期的印记，文艺复兴建筑和早期巴洛克式建筑风格的外观。
- 7号，金鹰（Goldener Adler）是伯尔尼最古老的旅馆和酒馆[9]
- 42号
- 40号：伯尔尼最大的府邸[10]
- 33号
- 52号
- 56号
- 62号
- 79号